# Ringer-Weltmeisterschaften 1957
Die Ringer-Weltmeisterschaften 1957 fanden vom 1. bis zum 3. Juni 1957 in Istanbul statt. Die Ringer wurden in acht Gewichtsklassen unterteilt. Im Gegensatz zu 1955 wurde nicht im griechisch-römischen, sondern im freien Stil gerungen. Gastgeber Türkei konnte in allen 8 Wettbewerben Athleten auf dem Podest feiern.

## Medaillengewinner
| Klasse | Gold               | Silber                | Bronze             |
| ------ | ------------------ | --------------------- | ------------------ |
| -52 kg | Mehmet Kartal      | Mirian Zalkalamanidse | Luigi Chinazzo     |
| -57 kg | Hüseyin Akbaş      | Tauno Jaskari         | Yasuyuki Shimamura |
| -62 kg | Mustafa Dağıstanlı | Hossein Mollaghasemi  | Norik Mushegijan   |
| -67 kg | Alimbeg Bestajew   | Hayrullah Şahinkaya   | Kazuo Abe          |
| -73 kg | Wachtang Balawadse | İsmail Ogan           | Murtaza Murtazov   |
| -79 kg | Nabi Sorouri       | Giorgi Schirtladse    | Hasan Güngör       |
| -87 kg | Atanasow Sirakow   | Boris Kulajew         | İsmet Atlı         |
| +87 kg | Hamit Kaplan       | Wilfried Dietrich     | Jussein Mechmedow  |

## Medaillenspiegel
| Rang | Land           | Gold | Silber | Bronze |
| ---- | -------------- | ---- | ------ | ------ |
| 1    | Türkei         | 4    | 2      | 2      |
| 2    | Sowjetunion    | 2    | 3      | 1      |
| 3    | Iran           | 1    | 1      | 0      |
| 4    | Bulgarien      | 1    | 0      | 2      |
| 5    | BR Deutschland | 0    | 1      | 0      |
|      | Finnland       | 0    | 1      | 0      |
| 7    | Japan          | 0    | 0      | 2      |
| 8    | Italien        | 0    | 0      | 1      |